# Lindby, Borgholms kommun
Lindby är en småort i Borgholms kommun, Gärdslösa socken. Där finns ett tvätteri och tidigare fanns en järnvägsstation.